# روسليب غاردنز (محطة مترو أنفاق لندن)
روسليب غاردنز (بالإنجليزية: Ruislip Gardens)‏ هي إحدى محطات مترو أنفاق لندن. تقع على خط , سينترال أفتتحت في المنطقة (Zone) رقم 5 أفتتحت في 9 يوليو 1934، 29 نوفمبر 1948.

## معرض صور

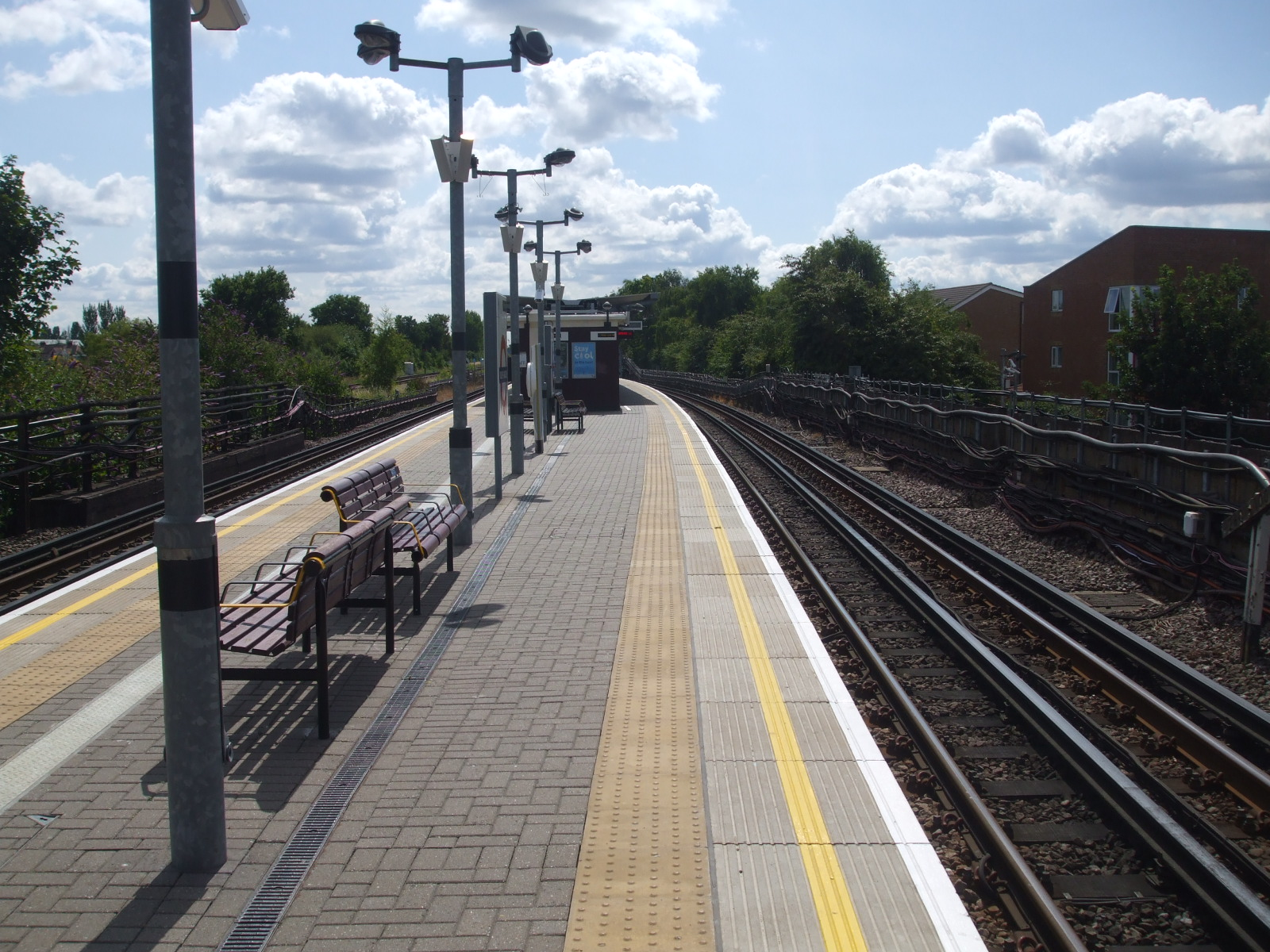
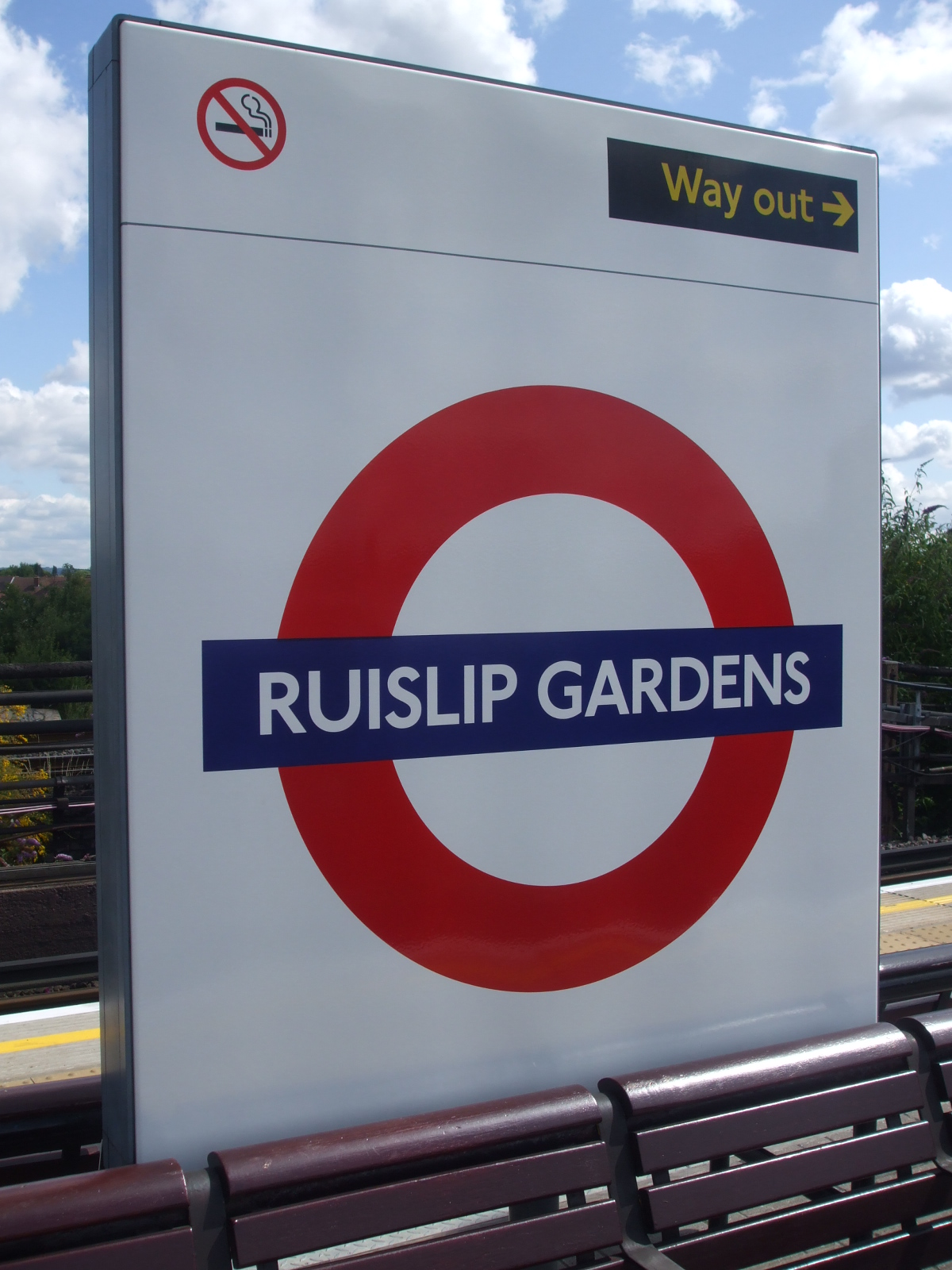
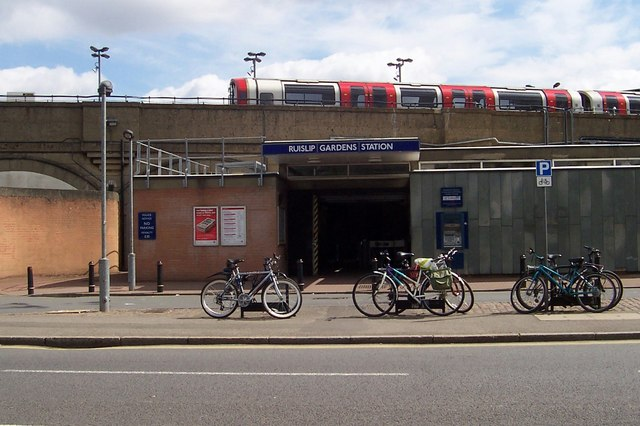
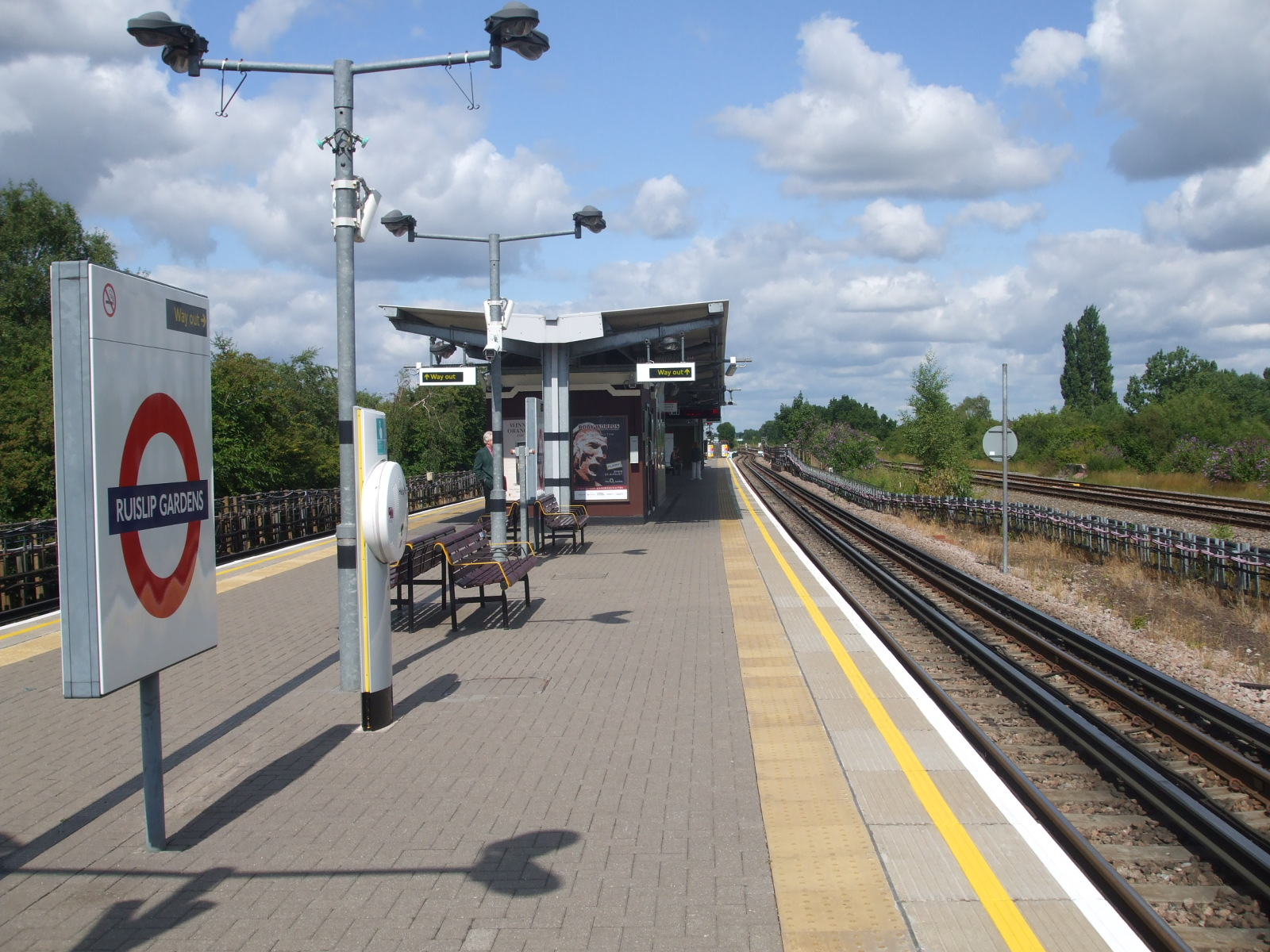